# Batthyány-Familiengruft

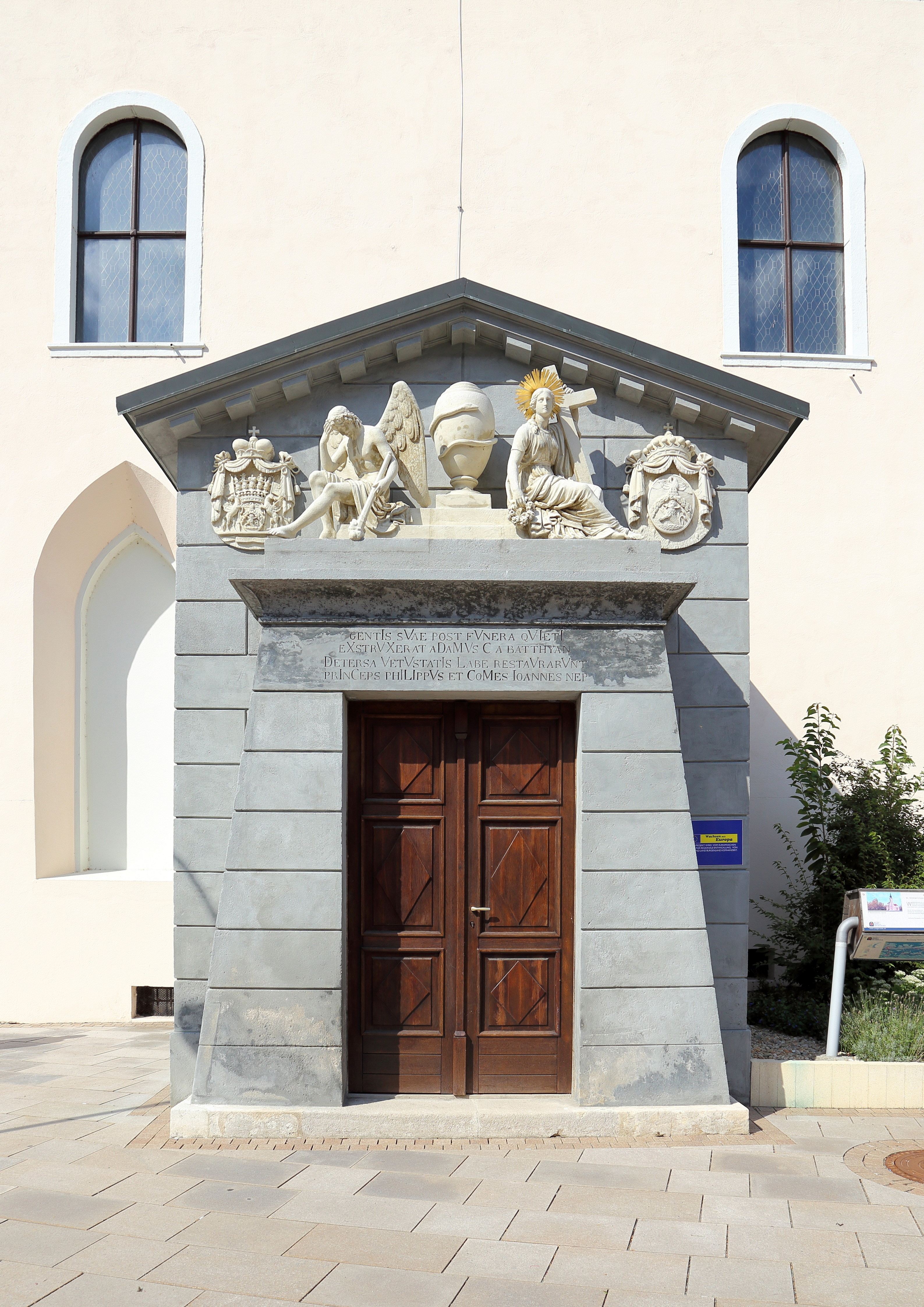
Das Hauptportal der Gruft an der Südseite der Basilika Güssing

Die Batthyány-Familiengruft oder Batthyány-Gruft ist die größte und wichtigste Begräbnisstätte des ehemaligen ungarischen Magnatengeschlechts der Batthyány, das zu den bedeutendsten Adelsfamilien der Habsburgermonarchie gehörte. Sie befindet sich unter der Basilika Mariä Heimsuchung des Franziskanerklosters Güssing, das in der gleichnamigen Stadt im österreichischen Bundesland Burgenland liegt. Die bis heute genutzte Gruft steht als Teil der Klosteranlage unter Denkmalschutz (Listeneintrag). Sie ist nach der Kaisergruft in Wien flächenmäßig die zweitgrößte Gruftanlage, nach der Anzahl der Bestatteten die größte in Österreich.

## Lage und Beschreibung
Der Gesamtkomplex von Franziskanerkloster, Klosterkirche und Batthyány-Gruft liegt in der sogenannten Inneren Stadt im Zentrum der ehemals mittelalterlichen Altstadt von Güssing. Er diente ursprünglich auch als nordöstliche Stadtbastion, und steht an den nördlichen Abhängen des Schlossberges mit der Burg Güssing, die ab 1524 der Stammsitz der Familie Batthyány war, und die heute im Eigentum der Fürst Philipp Batthyán'schen Stiftung zur Erhalt von Burg, Kloster, Klosterkirche und Familiengruft steht.

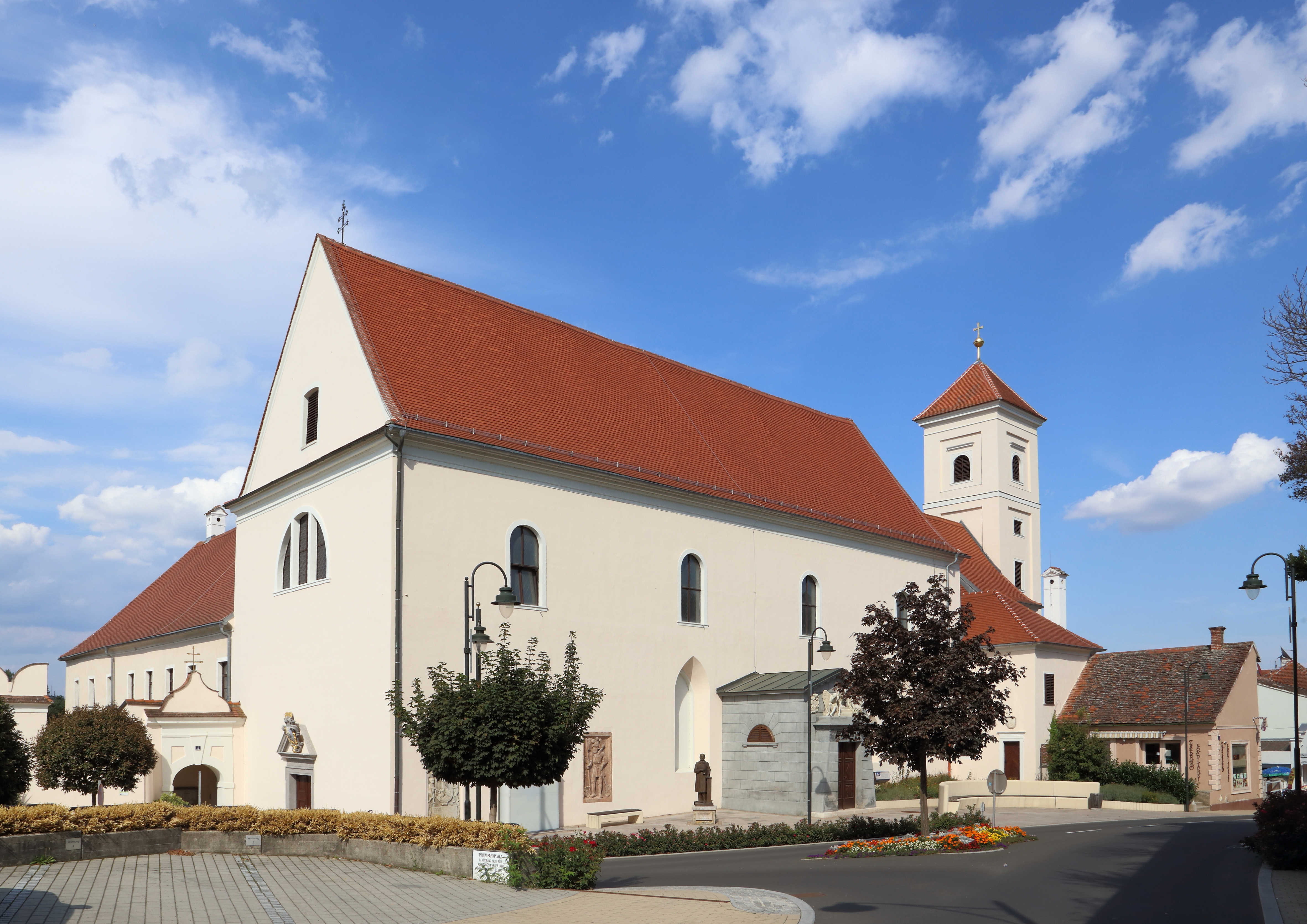
Kloster und Klosterkirche mit dem grau gestrichenen Hauptportal der Gruft in der Mitte der Langhauswand

Die Gruft ist kreuzförmig unterhalb der Klosterkirche und eines Teils des Klosters angeordnet, mit dem Kreuzungspunkt der beiden Flügel im Chorbereich der Kirche. Der West-Ost-Trakt unter dem Langhaus der Basilika besteht aus einem zweischiffigen größeren Raum, einem kleineren Raum unterhalb des Chores, und einem noch kleineren, etwas tiefer liegenden Raum unter dem Kirchturm, der im Osten dem Chor vorgebaut ist. Der Nord-Süd-Trakt der Gruft erstreckt sich vom Tiefgeschoß des nordöstlichen Klosterflügels über den Bereich unter der Sakristei und die unter dem Altarraum liegende Krypta bis unter die Lorettokapelle, die südseitig vor dem Chor liegt. Die unterhalb der Klosterkirche gelegenen Abschnitte der Gruft stammen größtenteils aus der Erbauungszeit der Anlage Mitte des 17. Jahrhunderts (siehe Geschichte des Klosters). Der direkt unter dem Klostertrakt liegende Abschnitt ist das Resultat einer Erweiterung der Gruftanlage im Jahr 1969. Beim tiefer liegenden Raum unter dem Kirchturm handelt es sich vermutlich um die Gruft des Vorgängerklosters aus dem 15. Jahrhundert.
Es gibt zwei Zugangswege zur Gruft: Über das Stiegenhaus der Lorettokapelle, über die auch das private Oratorium der Familie Batthyány und der Chor der Basilika erreicht werden können. Sowie über das ebenfalls der südlichen Langhauswand der Kirche vorgebaute Hauptportal der Gruft. Es liegt direkt an der Hauptstraße, gegenüber des Kastell Batthyány, das seit dem 18. Jahrhundert statt der mittelalterlichen Burg von der Familie als Hauptwohnsitz in Güssing genutzt wird.
Das klassizistische Hauptportal der Gruft wurde 1829 unter Fürst Philipp Batthyány-Strattmann und Graf Johann Nepomuk I. aus dem Scharfensteiner Zweig der Familie errichtet. Es besteht aus einem rechteckigen Anbau mit flachem Satteldach und vorgebautem Pylon, der mit Figurenbildschmuck versehen ist: Einem trauernden Todesengel links, einer Darstellung des Glaubens rechts, und einer Steinurne, um die sich eine Schlange windet, im Zentrum. Der dahinter liegende Giebel trägt links das fürstliche Wappen der Batthyány-Strattmann und rechts das gräfliche Wappen der Batthyány. Über dem Portal ist eine lateinische Inschrift mit Chronogramm vorhanden: GENTIS SVAE POST FVNERA QVIETI / EXSTRVXERAT ADAMVS C. A BATTHYÁN / DETERSA VETVSTATIS LABE RESTAVRARVNT / PRINCEPS PHILIPPVS ET COMES JOANNES NEP. [deutsch Graf Adam Batthyány erbaute (die Gruft) zur Begräbnisstätte seines Geschlechtes. Nach Entfernung der Altersschäden erneuerten (sie) Fürst Philipp und Graf Johann Nepomuk.]. Das Chronogramm der ersten zwei Zeilen ergibt die Jahreszahl 1648, das der letzten zwei Zahlen das Jahr 1829.
Die Gruft unterteilt sich in folgende Bereiche:
- I. Stiftergruft (unterhalb der Lorettokapelle gelegen)
- II. Vorgruft (Krypta unterhalb des Altarraumes)
- III. Alte Gruft (Bereich unterhalb des Kirchturmes)
- IV. Neue Fürstengruft (unterhalb der Sakristei)
- V. Große Gruft (Bereich unter dem Langhaus)
- VI. Neue Gruft (ehemaliger nordöstlicher Klosterkeller)

## Geschichte
Die Klosteranlage mit der Batthyány-Gruft in ihren heutigen Ausmaßen stammt aus der Mitte des 17. Jahrhunderts. Sie ging aber teilweise aus einem älteren Klosterbau aus der Mitte des 15. Jahrhunderts hervor, der bereits über eine Gruft verfügte, in der unter anderem Balthasar III. und sein Sohn Franz II. bestattet wurden. Dieses ehemalige Augustinerkloster wurde nach dem Übertritt von Balthasar III. zum Protestantismus zwischen 1576 und 1634 von den örtlichen Protestanten als Sakralbau und Mittelschule genutzt. Dessen Enkel Adam I. Batthyány konvertierte nach dem frühen Tod seines ebenfalls protestantischen Vaters Franz II. zum Katholizismus und ließ die heutige Klosteranlage mit Klosterkirche und der darunter liegenden Gruft errichten. Die Pläne stammen vermutlich vom kaiserlichen Hofbaumeister Philiberto Lucchese, die Anlage wurde 1641–1647 errichtet.
Ob die Batthyány-Gruft, als heute flächenmäßig zweitgrößte Gruftanlage Österreichs nach der Wiener Kapuzinergruft, bewusst in Anlehnung an die kaiserliche Begräbnisstätte errichtet wurde, ist nicht bekannt. Adam Batthyány war aber 1630–1632 am Wiener Hof als Kammerherr in den persönlichen Diensten von Kaiser Ferdinand II. tätig, der den in Wien zum Katholizismus konvertierten Adam 1630 in den Grafenstand erheben ließ. Unter Ferdinand wurde bis 1633 auch die von seinen Eltern Kaiser Matthias und Kaiserin Anna gestiftete und unter dem Kapuzinerkloster Wien liegende Kaisergruft errichtet. Kaiser Ferdinand II., sein Sohn und Nachfolger Ferdinand III. und Adam Batthyány pflegten Zeit ihres Lebens regelmäßigen Kontakt zueinander, und gelten bis heute als Vertreter der Gegenreformation.
Unter Philipp Batthyány-Strattmann wurde die Gruft 1829 renoviert und der klassizistische Portalvorbau an der Südhauswand der Kirche errichtet. Im Jahr 1969 wurde die Gruft unter den nordöstlichen Klostertrakt erweitert. 2013 erfolgte der Abschluss einer ersten Teilrenovierung der Anlage, bei der auch der Portalvorbau saniert wurde. Der Rest der Gruft soll in den nächsten Jahren schrittweise renoviert werden.

## Grabdenkmäler

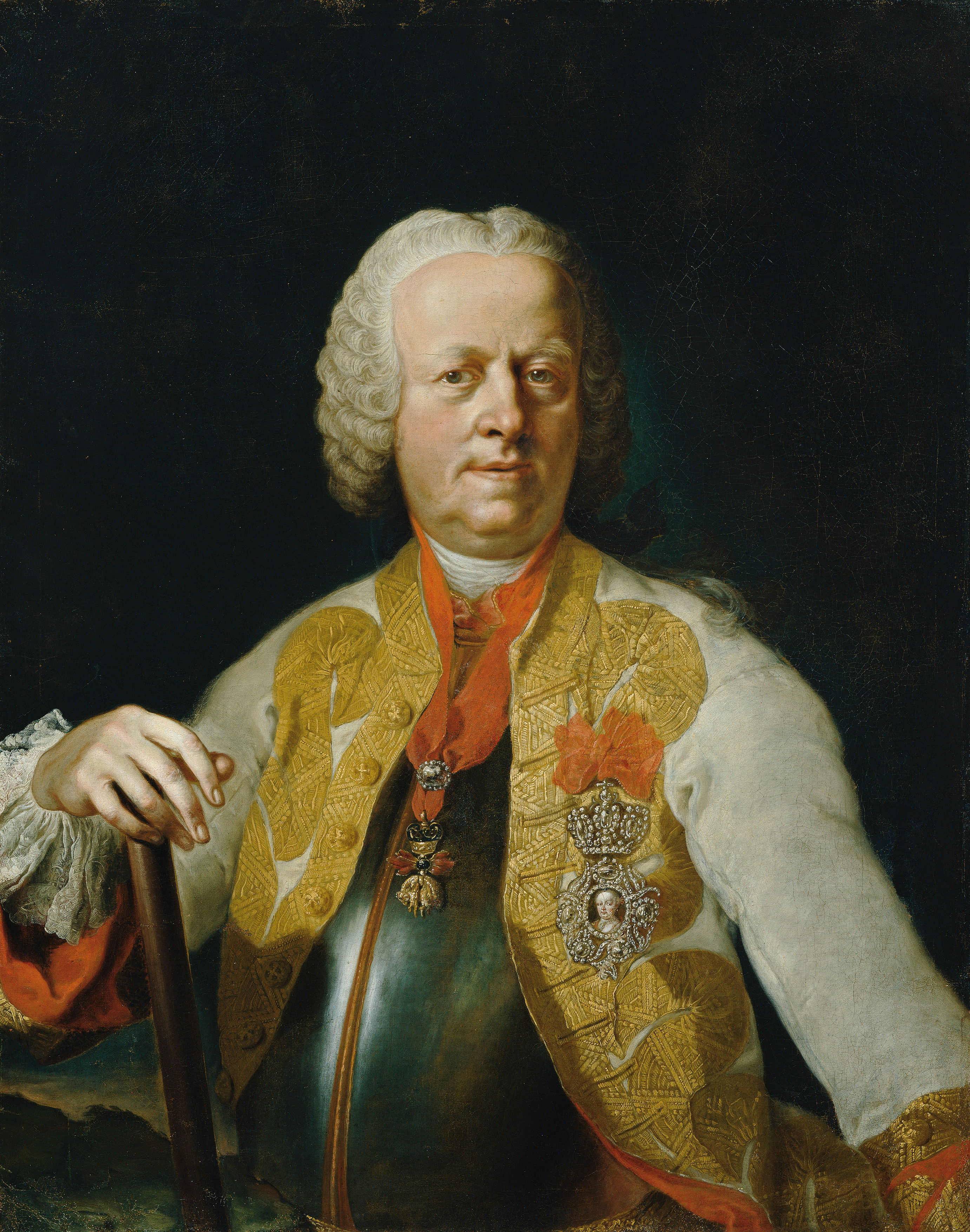
Der kunsthistorisch bedeutendste Sarg ist ein von Balthasar Ferdinand Moll geschaffener Prunksarkophag für Karl Josef Batthyány

Die beiden ältesten Sarkophage der Gruft sind die des Stifterehepaares Adam I. Batthyány (gest. 1659) und seiner Frau Aurora, geb. Formantini (gest. 1653). Sie sind mit goldenem Auflagenschmuck versehen und befinden sich in der unterhalb der Lorettokapelle gelegenen Gruftkapelle. Diese verfügt über einen Gruftaltar mit einem Arme-Seelen-Relief, das von einer plastischen Kreuzigungsgruppe aus dem dritten Viertel des 17. Jahrhunderts stammt. Beide Sarkophage wurden 2001/02 restauriert.
Der kunsthistorisch bedeutendste Sarkophag ist der von Balthasar Ferdinand Moll geschaffene Prunksarkophag für Karl Josef Batthyány, der für seine Verdienste als General, Feldmarschall und Erzieher des späteren Kaisers Joseph II. 1763/64 von Maria Theresia in den Fürstenstand erhoben wurde. Moll schuf die meisten Prunksarkophage in der Wiener Kaisergruft, darunter auch den Monumentalsarkophag für Maria Theresia und ihren Gatten Franz I. Stephan. Der für Karl Josef Batthyány geschaffene Prunksarkophag ist mit Fürstenhut, Marschallstab und Ordenskette des Ordens vom Goldenen Vlies verziert. Er ruht an seinen vier Ecken auf je einem Kanonenrohr, seitlich in der Mitte auf je einer Feldtrommel, und steht auf einem geschwungenen Marmorsockel. An den Seiten befinden sich militärische Embleme und je eine Kartusche mit dem Batthyány-Wappen. In einer Inschrift des Sarkophagdeckels ist der Name des Bestatteten unter zwei sich kreuzenden Säbeln verewigt. Eine in ungleichen Lettern eingeritzte Bezeichnung “F:BMOLL:F:IN:WIEN” am unteren Rand der Inschrift dürfte nachträglich angebracht worden sein.
Die Mehrheit der weiteren Sarkophage und Herzurnen ist größtenteils schlicht gestaltet.

## Bestattete Personen
In der Gruft sind aktuell (Stand September 2023) 153 Personen aus der Familie Batthyány bestattet. Nach der Anzahl der Bestatteten ist sie damit die größte Gruftanlage Österreichs, noch vor der Wiener Kapuzinergruft mit derzeit 147 Bestatteten. Von den Särgen existieren allerdings nur noch rund zwei Drittel, weshalb nur 96 Personen eindeutig einem Sarg zugeordnet werden können. Die Gebeine einer unbekannten Anzahl weiterer Bestatteter wurden 1830 beim Umbau der Gruft in einer Grube im Boden der Alten Gruft begraben. Darunter sind vermutlich die Überreste von 34 Franziskanermönchen und 46 nicht zur Familie Batthyány gehörenden Personen, zu denen vor allem andere Adlige und herrschaftliche Beamte gehörten, z. B. Baron Peter Szapáry (gest. 1707).
Die nachstehende Liste der Bestatteten ist in Gruftbereiche unterteilt. Die Personen werden je Abschnitt chronologisch nach Todesdatum aufgezählt, mit der Sargnummer laut Gruftplan in der Klammer am Ende der Zeile. Ein zusätzlich vorhandenes Herzsymbol (♥) steht für das Vorhandensein einer Herzurne bei einer getrennten Bestattung.

### Stiftergruft (I)
1. Aurora Katharina Batthyány, geb. Freiin Formantini (1609–1653) – erste Ehefrau von Adam I., (1)
2. Adam I. Graf Batthyány (1609–1659) – Sohn von Franz II. und Eva Poppel von Lobkowitz, (2)

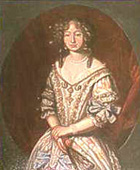
Gräfin Aurora Batthyány
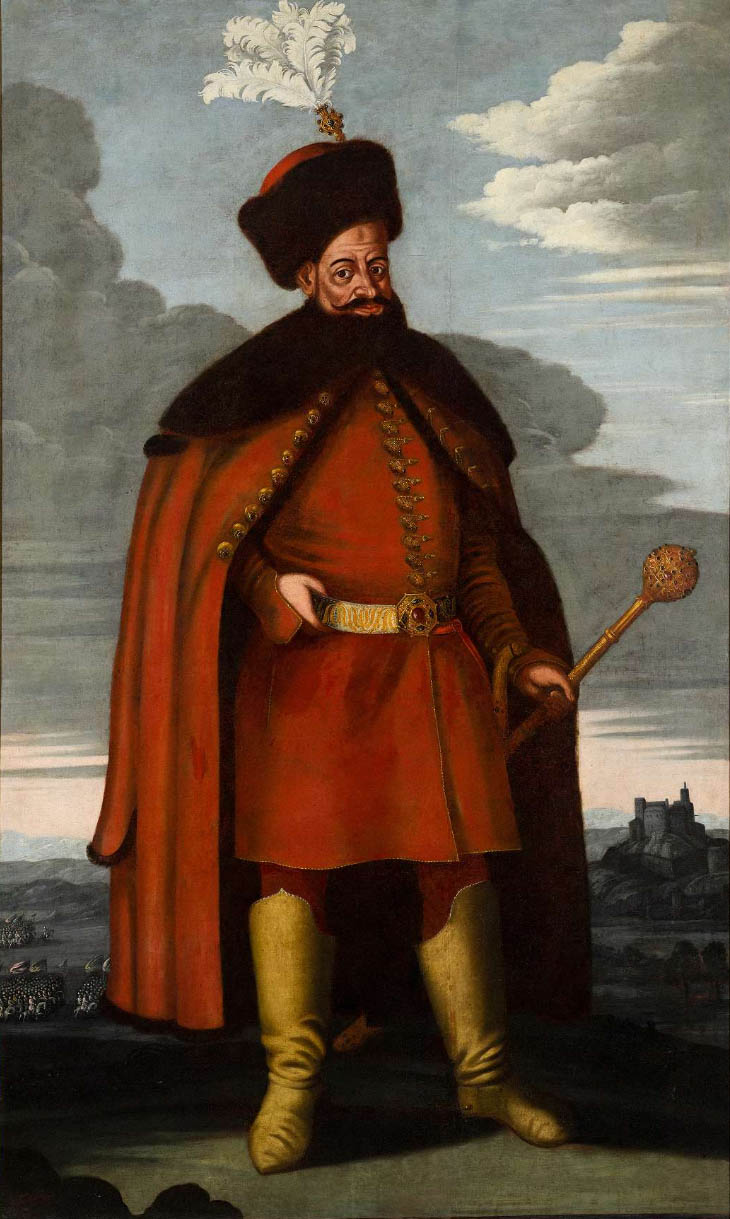
Graf Adam I. Batthyány

### Vorgruft (II)
1. Ernst I. Graf Batthyány (1794–1814) – Sohn von Anton I. und Johanna Freiin Majthény, (3)
2. Vinzenz Graf Batthyány (1772–1827) – Sohn von Josef III. und Franziska Gräfin Illésházy, (10)
3. Maria Batthyány, geb. Mitrovsky (1815–1842) – erste Ehefrau von Stefan II., (6)
4. Josefine Batthyány, geb. Gräfin Rudnyák (1778–1847) – Ehefrau von Vinzenz, (11)
5. Eleonora Batthyány (1795–1855) – Tochter von Emmerich II. und Anna Gräfin Haller, (4)
6. Rosa Batthyány (1820–1873) – zweite Ehefrau von Stefan II., (7)
7. Stefan II. Graf Batthyány (1812–1880) – Sohn von Stefan I. und Antonia Gräfin Bolza, (5)
8. Athenais Batthyány (1808–1875) – Tochter von Vinzenz Batthyány und Josefine Gräfin Rudnyák, (9)
9. Isaura Batthyány (1808–1875) – Tochter von Vinzenz Batthyány und Josefine Gräfin Rudnyák, (8)

### Alte Gruft (III)
1. Anna Batthyány, geb. Gräfin Haller (1756–1814) – Ehefrau von Emmerich II., (13)
2. Cäcilia Battyhány, geb. Gräfin Roggendorf (1775–1814) – Ehefrau von Anton II. Josef, (14)
3. Anton I. Graf Batthyány (1747–1814) – Sohn von Emmerich I. und Maria Anna Gräfin Sauer, (15)
4. Kajetan Graf Batthyány (1760–1817) – Sohn von Emmerich I. und Maria Anna Gräfin Sauer, (17)
5. Emmerich II. Graf Batthyány (1744–1819) – Sohn von Emmerich I. und Maria Anna Gräfin Sauer, (12)
6. Antonia Batthyány, geb. Gräfin Sigray (1769–1842) – erste Ehefrau von Stefan II., (16)

### Neue Fürstengruft (IV)

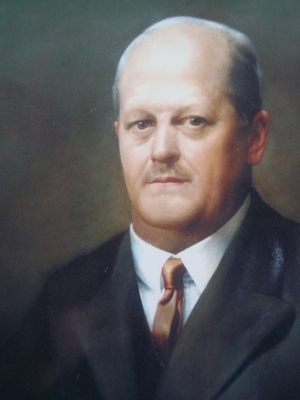
Ladislaus IV. Batthyány-Strattmann wurde ursprünglich in der Gruft begraben. Seine Gebeine wurden 1988 aber in die Kirche überführt und ruhen dort in einem Reliquienschrein

1. Anna Maria Batthyány (1901–1904) – Tochter von Ladislaus IV. und Maria Theresia Gräfin Coreth, (26)
2. Karl Batthyány (*/† 1905) – Sohn von Ladislaus IV. und Maria Theresia Gräfin Coreth, (25)
3. Edmund II. Graf Batthyány (1900–1921) – Sohn von Ladislaus IV. und Maria Theresia Gräfin Coreth, (18)
4. Maria Theresia Batthyány-Strattmann, geb. Gräfin Coreth (1874–1951) – Ehefrau von Ladislaus IV., (19)
5. Ladislaus IV., 7. Fürst Batthyány-Strattmann (1870–1931) – Sohn von Josef V. und Ludovika Gräfin Batthyány; leerer Sarkophag, Gebeine in der Basilika; (20)
6. Ladislaus VI. Anton, 8. Fürst Batthyány-Strattmann (1904–1966) – Sohn von Ladislaus IV. und Maria Theresia Gräfin Coreth, (21)
7. Clara Batthyány-Strattmann (*/† 1982) – Tochter von Ladislaus IX. Pascal und Veronika Hauschka-Treuenfels (24)
8. Antoinette Batthyány-Strattmann, geb. Prinzessin Windisch-Graetz (1902–1990) – Ehefrau von Ladislaus VI., (22)
9. Ladislaus IX. Pascal, 9. Fürst Batthyány-Strattmann (1938–2015) – Sohn von Ladislaus VI. und Antoinette Prinzessin Windisch-Graetz, (23)

### Große Gruft (V)
1. Katharina Batthyány, geb. Gräfin Illésházy (1640–1681) – Ehefrau von Paul I., (48)
2. Anna Maria Batthyány, geb. Freiin Palocsay (1644–1686) – Ehefrau von Christoph II., (46)
3. Christoph II. Graf Batthyány (1637–1687) – Sohn von Adam I. und Aurora Katharina Formantini, (47)
4. Adam II. Graf Batthyány (1662–1703) – Sohn von Christoph II. und Anna Maria Freiin Palocsay, (45)
5. Eleonore Batthyány-Strattmann, geb. Gräfin Strattmann (1672– 1741) – Ehefrau von Adam II., (44)
6. Ludwig I. Ernst Graf Batthyány (1696–1765) – Sohn von Adam II. und Eleonore Gräfin Strattmann, (42)Der ungarische Hofkanzler und Palatin Ludwig I. Ernst Batthyány

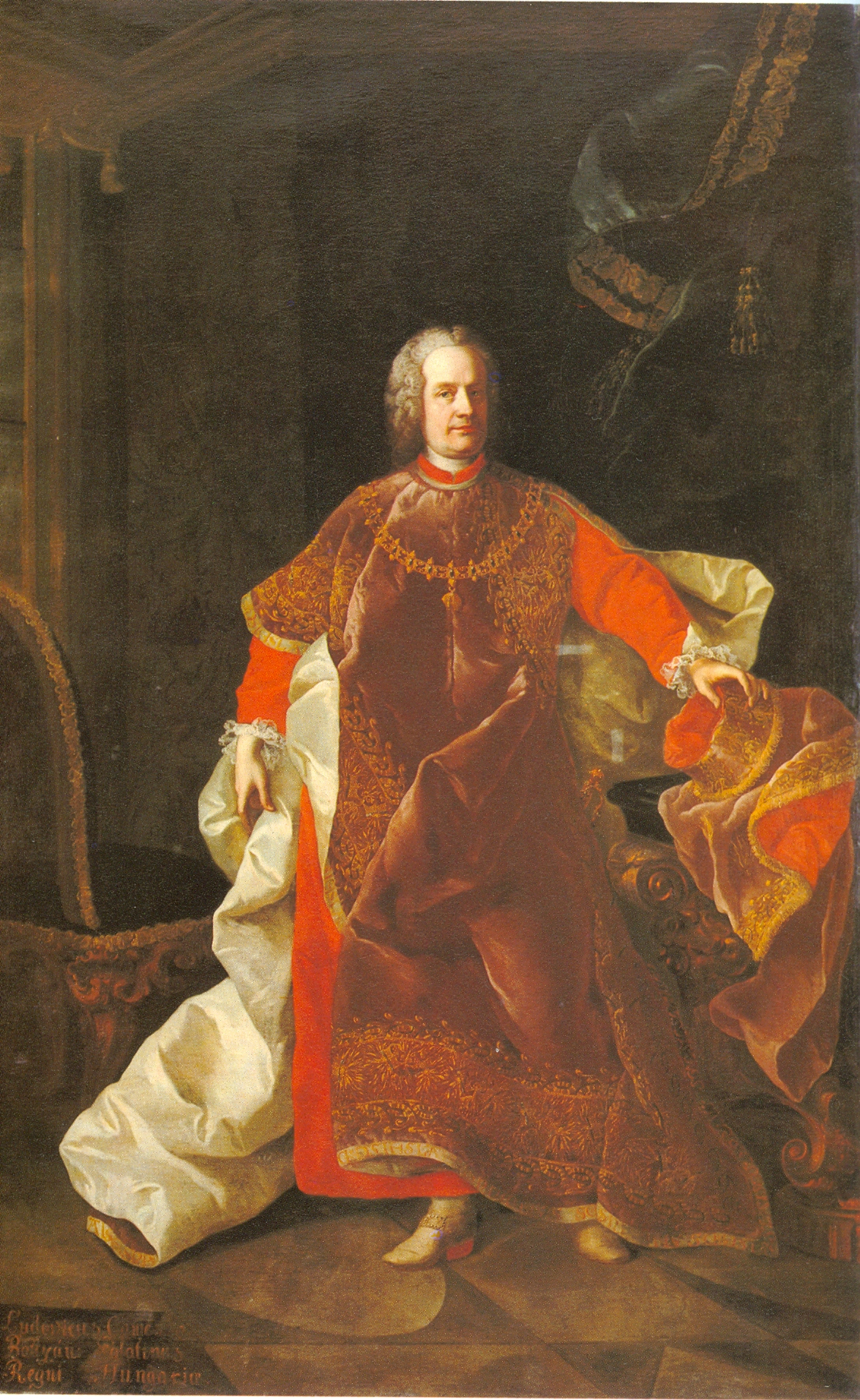
Der ungarische Hofkanzler und Palatin Ludwig I. Ernst Batthyány

7. Karl I. Josef, 1. Fürst Batthyány-Strattmann (1697–1772) – Sohn von Adam II. und Eleonore Gräfin Strattmann, (43)
8. Maria Theresia Batthyány, geb. Gräfin Kinsky (1700–1775) – Ehefrau von Ludwig I. Ernst, (41)
9. Adam III. Graf Batthyány (1704–1782) – Sohn von Sigmund I. und Isabella Rosina Gräfin Gallenberg, (49)
10. Ludwig II., 3. Fürst Batthyány-Strattmann (1753–1806) – Sohn von Adam IV. Wenzel und Theresia Gräfin Illésházy, (38)
11. Josef III. Georg Graf Batthyány (1737–1806) – Sohn von Emmerich I. und Maria Anna Gräfin Sauer, (54)
12. Theresia Batthyány-Strattmann, geb. Gräfin Illésházy (1734–1807) – Ehefrau von Adam IV. Wenzel, (40), ♥
13. Karl II. Graf Batthyány (1742–1814) – Sohn von Adam III. und Maria Anna Gräfin Esterházy, (52)
14. Elisabeth Batthyány-Strattmann, geb. Gräfin Pergen (1755–1815) – zweite Ehefrau von Ludwig II., (37), ♥

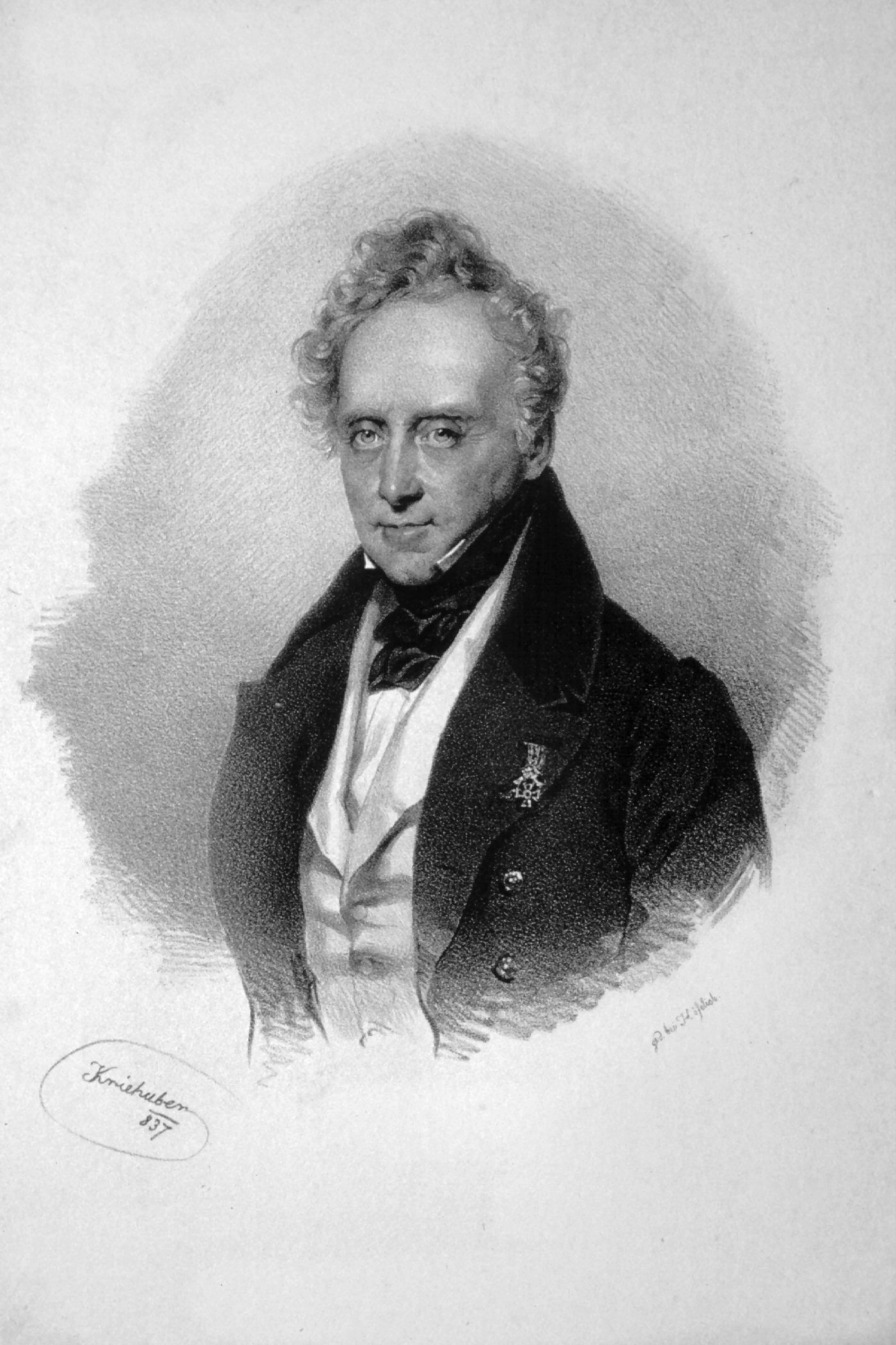
Fürst Philipp III. Batthyány-Strattmann ließ die Gruft 1829 sanieren

15. Franziska Batthyány, geb. Gräfin Illésházy (1740–1817) – Ehefrau von Josef III. Georg, (53)
16. Franz IV. Graf Batthyány (1737–1821) – Sohn von Adam III. und Maria Anna Gräfin Esterházy, (50)
17. Johanna Battyhány, geb. Freiin Majthény (1773–1825) – Ehefrau von Anton I., (32)
18. Anton II. Josef Graf Batthyány (1762–1828) – Sohn von Theodor I. und Philippine Gräfin Esterházy, (33)
19. Maria Batthyány, geb. Gräfin Esterházy (1791–1830) – erste Ehefrau von Johann Baptist, (36), ♥
20. Johann Nepomuk I. Graf Batthyány (1744–1831) – Sohn von Adam III. und Maria Anna Gräfin Esterházy, (51)
21. Josef IV. Anton Graf Batthyány (1770–1851) – Sohn von Josef III. Georg und Franziska Gräfin Illésházy, (55)
22. Ladislaus II. Graf Batthyány (1827–1851) – Sohn von Christoph III. und Franziska Gräfin Gleispach, (27)Fürst Philipp III. Batthyány-Strattmann ließ die Gruft 1829 sanieren
23. Franziska Batthyány, geb. Gräfin Gleispach (1794–1854) – Ehefrau von Christoph III., (28)
24. Aglaja Batthyány (105–1859) – Tochter von Vinzenz und Josefine Gräfin Rudnyák; zweite Ehefrau von Johann Baptist; (34)
25. Josef Batthyány (*/† 1863) – Sohn von Josef V. und Ludovika Gräfin Batthyány, (62)
26. Johann Baptist (Iván) Graf Batthyány (1784–1865) – Sohn von Ludwig II. und Elisabeth Gräfin Pergen, (35)
27. Franziska Antonia Batthyány (1866–1867) – Tochter von Josef V. und Ludovika Gräfin Batthyány, (58)
28. Philipp III., 4. Fürst Batthyány-Strattmann (1781–1870) – Sohn von Ludwig II. und Elisabeth Gräfin Pergen, (39)
29. Johann Batthyány (1873–1874) – Sohn von Josef V. und Ludovika Gräfin Batthyány, (61)
30. Louise Antonia Batthyány (*/† 1875) – Tochter von Josef V. und Ludovika Gräfin Batthyány, (63)
31. Antonia Batthány, geb. Gräfin Tarnóczy (1792–1876) – zuerst Ehefrau von Ernst I., danach zweite Ehefrau von Josef IV. Anton; (56)
32. Christoph III. Graf Batthyány (1793–1878) – Sohn von Philipp II. und Theresia Gräfin Stubenberg, (29)
33. Ludovika Batthyány (1843–1882) – Tochter von Sigmund III. und Agnes Gräfin Batthyány, erste Ehefrau von Josef V.; (57)
34. Josef VII. Graf Batthyány (1868–1889) – Sohn von Josef V. und Ludovika Gräfin Batthyány, (60)
35. Karl IV. Graf Batthyány (1817–1892) – Sohn von Christoph III. und Franziska Gräfin Gleispach, (30)
36. Josef V. Graf Batthyány (1836–1897) – Sohn von Josef IV. Anton und Antonia Gräfin Tarnódzy, (59)
37. Edmund I., 6. Fürst Batthyány-Strattmann (1826–1914) – Sohn von Gustav I. und Wilhelmine Freiin Ahrenfeld, (31)Mit Edmund I. starb die erste fürstliche Linie 1914 im Mannesstamm aus

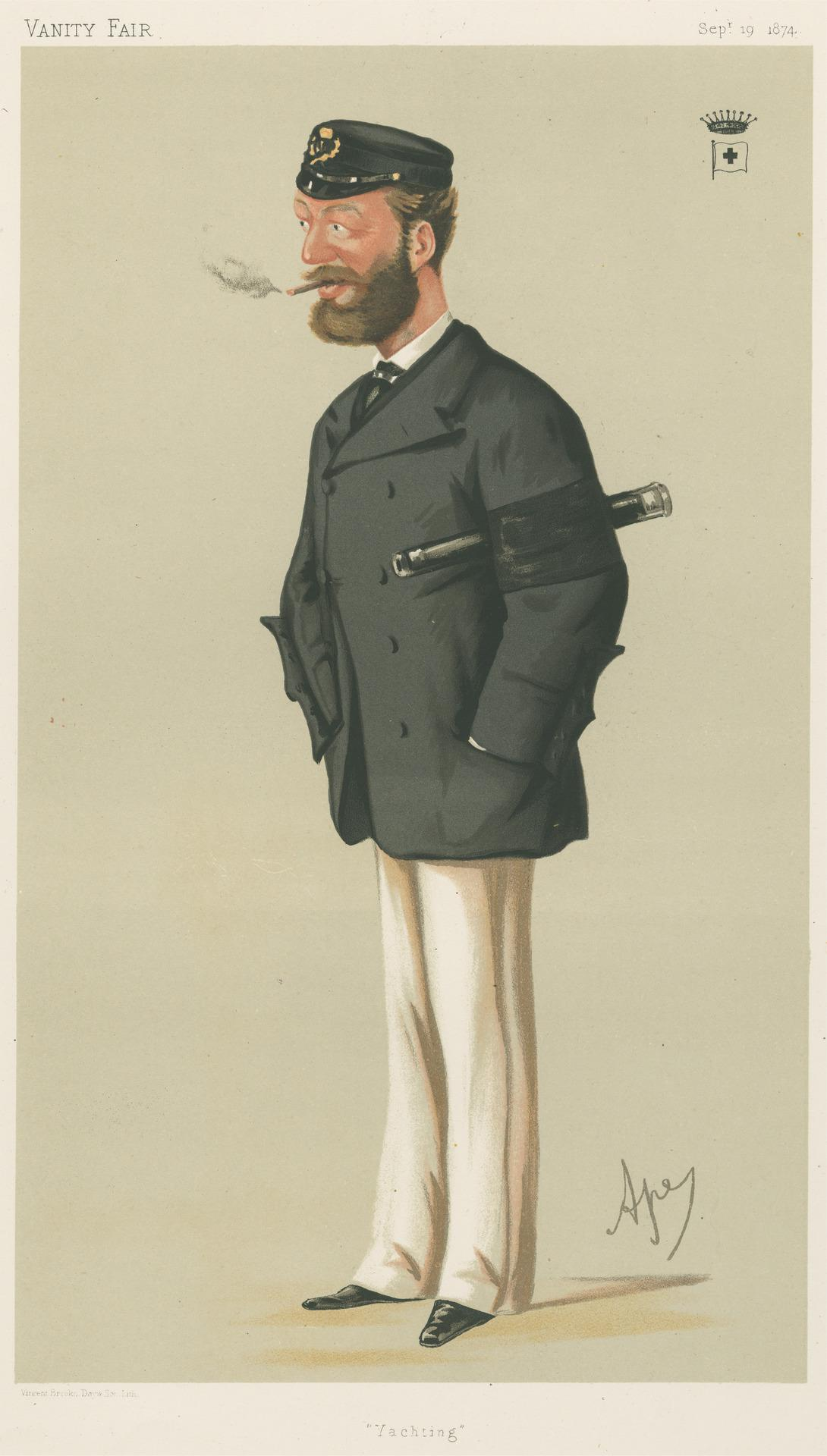
Mit Edmund I. starb die erste fürstliche Linie 1914 im Mannesstamm aus

### Neue Gruft (VI)
1. Maximilian I. Graf Batthyány (1739–1805) – Sohn von Sigmund II. und Rosalia Gräfin Lengheim, (73)
2. Josef Alexander Graf Batthyány (1777–1812) – Sohn von Maximilian I. und Magdalena Flässer, (71)
3. Anna Batthyány, geb. Freiin Gemmingen (1767–1814) – Ehefrau von Johann Nepomuk II., (75)
4. Marianna Batthyány, geb. Freiin Ottenfels-Gschwind (1771–1823) – Ehefrau von Josef Emanuel, (70)
5. Johann Nepomuk II. Graf Batthyány (1769–1826) – Sohn von Emmerich I. und Eva Reichenhuber, (74)
6. Ernestine Batthyány, geb. Gräfin Nádasdy (1801–1829) – erste Ehefrau von Karl III., (77)
7. Barbara Batthyány, geb. Skerlecz (1782–1834) – Ehefrau von Josef Alexander, (72)
8. Wilhelmine Batthyány (1835–1847) – Tochter von Sigmund III. und Agnes Gräfin Batthyány, (82)
9. Josef Emanuel Graf Batthyány (1772–1851) – Sohn von Philipp II. und Anna Gräfin Katzianer, (69)
10. Karl III. Graf Batthyány (1799–1852) – Sohn von Johann Nepomuk II. und Anna Freiin Gemmingen, (76)
11. Agnes Batthyány (1815–1853) – Tochter von Christoph III. und Franziska Gräfin Gleispach, Ehefrau von Sigmund III.; (80)
12. Kolomann Graf Batthyány (1838–1865) – Sohn von Sigmund III. und Agnes Gräfin Batthyány, (81)
13. Sigmund III. Graf Batthyány (1810–1891) – Sohn von Johann Nepomuk II. und Anna Freiin Gemmingen, (79)
14. Béla II. Graf Batthyány (1840–1894) – Sohn von Sigmund III. und Agnes Gräfin Batthyány, (83)
15. Caroline Batthyány, geb. Gräfin Nádasdy (1810–1896) – zweite Ehefrau von Karl III., (78)
16. Karl V. Graf Batthyány (1857–1896) – Sohn von Franz VI. und Caroline Gräfin Batthyány, (66)
17. Anna Batthyány (1865–1899) – Tochter von Franz VI. und Caroline Gräfin Batthyány, (64)
18. Adele Batthyány, geb. Gräfin Tarnóczy (1848–1905) – Ehefrau von Béla II., (84)
19. Sigmund IV. Graf Batthyány (1829–1906) – Sohn von Karl III. und Ernestine Gräfin Nádasdy, (85)
20. Maximilian II. Graf Batthyány (1858–1907) – Sohn von Franz VI. und Caroline Gräfin Batthyány, (65)Wilhelm (ungarisch Vilmos) Battyhány, Bischof von Nitra

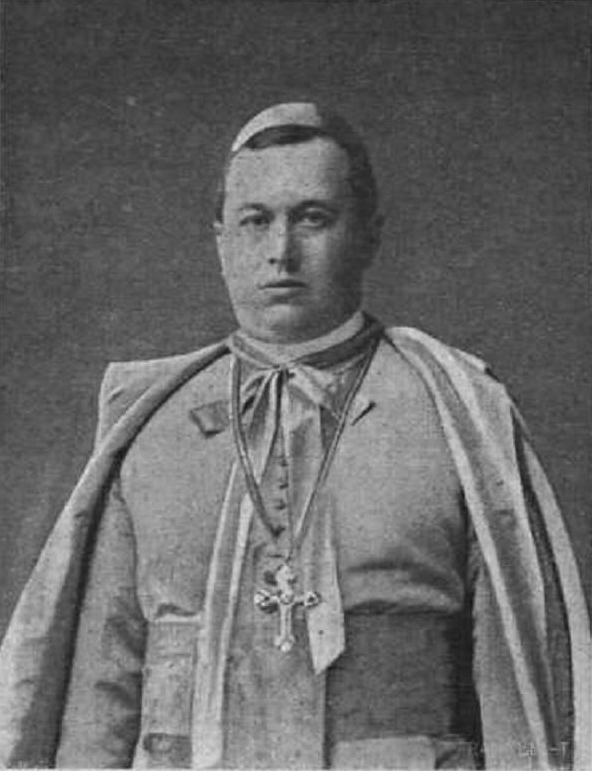
Wilhelm Battyhány, Bischof von Nitra

21. Caroline Batthyány (1833–1908) – Tochter von Karl III. und Caroline Gräfin Nádasdy, zweite Ehefrau von Franz VI; (67)
22. Wilhelm Graf Batthyány (1870–1923) – Sohn von Sigmund IV. und Johanna Gräfin Erdődy (86)
23. Olga Batthyány, geb. Kladziwa (1873–1934) – Ehefrau von Sigmund V. (87)
24. Gabriel Graf Battyány (1862–1934) – Sohn von Franz VI. und Caroline Gräfin Batthyány, (68)
25. Sigmund V. Graf Batthyány (1856–1939) – Sohn von Sigmund IV. und Johanna Gräfin Erdődy (88)
26. Sigmund VI. Graf Battyány (1891–1966) – Sohn von Sigmund V. und Olga Kladziwa, (90)
27. Iván III. Graf Battyány (1934–1967) – Sohn von Iván II. und Margit Baronin Thyssen-Bornemisza, (93)
28. Anton III. Graf Battyány (1946–1967) – Sohn von Ladislaus VI. und Antoinette Prinzessin Windisch-Graetz, (94)
29. Nikolaus II. Graf Battyány (1896–1969) Sohn von Sigmund V. und Olga Kladziwa, (92)
30. Anna Battyány, geb. Gaál (1910–1993) – Ehefrau von Nikolaus II., (91)
31. Josef IX. Graf Battyány (1912–1994) – Sohn von Ladislaus IV. und Maria Theresia Gräfin Coreth, (85)
32. Maria Batthyány, geb. Gräfin Zichy (1918–1998) – Ehefrau von Josef IX., (96)
33. Ludovika (Lilly) Battyány (1903–2001) – Tochter von Ladislaus IV. und Maria Theresia Gräfin Coreth, Gattin von Sigmund VI.; (89)

### Verbleib unbekannt
1. Paul I. Batthyány (1639–1674) – Sohn von Adam I. und Aurora Katharina Freiin Formantini
2. Rosalia Batthyány, geb. Esterházy (1672–1689) – erste Ehefrau von Franz III.
3. N.N. (Lebensdaten unbekannt) – Kind von Franz III. und Rosalia Gräfin Esterházy
4. Karl Batthyány (Lebensdaten unbekannt) – Sohn von Sigmund I. und Rosina Gräfin Gallenberg
5. Katharina Batthyány (Lebensdaten unbekannt) – Tochter von Sigmund I. und Rosina Gräfin Gallenberg
6. Maria Anna Batthyány, geb. Zehentner (1668–1714) – zweite Ehefrau von Franz III.
7. Franz III. Graf Batthyány (1668–1720) – Sohn von Paul I. und Katharina Gräfin Illésházy
8. Theresia Batthyány (1718–1722) – Tochter von Ludwig I. Ernst und Maria Theresia Gräfin Kinsky
9. Johanna Batthyány (1723–1725) – Tochter von Ludwig I. Ernst und Maria Theresia Gräfin Kinsky
10. Sigmund I. Graf Batthyány (1673–1726) – Sohn von Paul I. und Katharina Illésházy
11. Anna Maria Batthyány (1721–1727) – Tochter von Ludwig I. Ernst und Maria Theresia Gräfin Kinsky
12. Isabella Rosina Batthyány, geb. Gräfin Gallenberg, verw. Gräfin Erdődy (1670–1731) – Ehefrau von Nikolaus Graf Erdődy und Sigmund I. Graf Batthyány
13. Karl Batthyány (*/† 1734) – Sohn von Ludwig I. Ernst und Maria Theresia Gräfin Kinsky
14. Eugen Batthyány (1722–1742) – Sohn von Karl I. und Barbara Gräfin Waldstein
15. Adam Batthyány (*/† 1742) – Sohn von Adam III. und Anna Gräfin Esterházy
16. Antonia Batthyány (1738–1742) – Tochter von Emmerich I. und Maria Anna Gräfin Sauer
17. Balthasar IV. Graf Batthyány († 1743) – Sohn von Christoph II. und Anna Maria Freiin Palocsay
18. Xaverius Batthyány (1747–1748) – Sohn von Adam III. und Anna Gräfin Esterházy
19. Maria Anna Batthyány (1745–1749) – Tochter von Emmerich I. und Maria Anna Gräfin Sauer
20. Franziska Kajetana Batthyány (1749–1750) – Tochter von Emmerich I. und Maria Anna Gräfin Sauer
21. Adam Batthyány (*/† 1750) – Sohn von Adam III. und Anna Gräfin Esterházy
22. Johann Nepomuk Batthyány (*/† 1752) – Sohn von Emmerich I. und Maria Anna Gräfin Sauer
23. Anton Batthyány († 1753) – Sohn von Adam IV. Wenzel und Theresia Gräfin Illésházy
24. Johann Nepomuk Batthyány (1753–1754) – Sohn von Emmerich I. und Maria Anna Gräfin Sauer
25. Theresia Batthyány (*/† 1757) – Tochter von Adam III. und Anna Gräfin Esterházy
26. Anna Batthyány, geb. Gräfin Esterházy (1716–1757) – Ehefrau von Adam III.
27. Josef Batthyány (1743–1758) – Sohn von Adam III. und Anna Gräfin Esterházy
28. Clara Batthyány (1757–1758) – Tochter von Emmerich I. und Maria Anna Gräfin Sauer
29. Josef Batthyány (1759–1762) – Sohn von Adam IV. Wenzel und Theresia Gräfin Illésházy
30. Anna Batthyány (1747–1772) – Tochter von Adam III. und Anna Gräfin Esterházy, erste Ehefrau von Maximilian I.
31. Adam Batthyány (1770–1772) – Sohn von Maximilian I. und Anna Gräfin Batthyány
32. Sigmund Batthyány (1770–1773) – Sohn von Maximilian I. und Anna Gräfin Batthyány
33. Emmerich I. Graf Batthyány (1707–1774) – Sohn von Sigmund I. und Isabella Rosina Gräfin Gallenberg
34. Sigmund II. Graf Batthyány (1712–1777) – Sohn von Sigmund I. und Isabella Rosina Gräfin Gallenberg
35. Franziska Batthyány, geb. Gräfin Pálffy (1753–1778) – erste Ehefrau von Ludwig II.
36. Josef Batthyány (1779–1789) – Sohn von Ludwig II. und Elisabeth Gräfin Pergen
37. Anna Batthyány, geb. Katzianer (1743–1791) – Ehefrau von Philip II.
38. Philipp I. Graf Batthyány (1735–1795) – Sohn von Ludwig I. Ernst und Maria Theresia Gräfin Kinsky
39. Philipp II. Graf Batthyány (1745–1795) – Sohn von Sigmund II. und Rosalia Gräfin Lengheim
40. Antonia Batthyány-Strattmann, verw. Gräfin Erdődy (1720–1797) – Tochter von Ludwig I. Ernst und Maria Theresia Gräfin Kinsky, Ehefrau von Graf Nikolaus Erdődy und Fürst Karl I. Batthyány-Strattmann
41. Ladislaus Batthyány (1796–1797) – Sohn von Anton II. Josef und Maria Gräfin Festetics
42. Josef Batthyány (*/† 1798) – Sohn von Josef Emanuel und Marianna Freiin Ottenfels-Gschwind
43. Agatha Batthyány, geb. Freiin Stillfried, verw. Gräfin Erdődy (1765–1800) – Ehefrau von Graf Ladislaus Erdődy und Graf Franz IV. Batthyány
44. Franz V. Graf Batthyány (1779–1803) – Sohn von Maximilian I. und Magdalena Flässer
45. Maria Batthyány (1795–1807) – Tochter von Philipp II. und Theresia Gräfin Stubenberg
46. Magdalena Batthyány, geb. Flässer (1755–1807) – zweite Ehefrau von Maximilian I.
47. Franziska Xaveria Batthyány (1791–1808) – Tochter von Anton I. und Johanna Freiin Majthény
48. Philippine Batthyány, geb. Esterházy (1734–1811) – Ehefrau von Theodor I.
49. Theodor I. Graf Batthyány (1729–1812) – Sohn von Ludwig I. Ernst und Maria Theresia Gräfin Kinsky
50. Theresia Batthyány, geb. Gräfin Stubenberg (1766–1813) – zweite Ehefrau von Philipp II.
51. Kornelius Batthyány (1813–1815) – Sohn von Ernst I. und Antonia Gräfin Tarnóczy

### Urnen und Herzurnen
1. Theresia Batthyány-Strattmann, geb. Gräfin Illésházy (1734–1807) – Ehefrau von Adam IV. Wenzel, (40), ♥
2. Elisabeth Batthyány-Strattmann, geb. Gräfin Pergen (1755–1815) – zweite Ehefrau von Ludwig II., (37), ♥
3. Maria Batthyány, geb. Gräfin Esterházy (1791–1830) – erste Ehefrau von Johann Baptist, (36), ♥
4. Josef Graf Batthyány (1692–1715) – Sohn von Franz III. und Maria Anna Zehentner, (nur ♥)
5. Adam IV. Wenzel, 2. Fürst Batthyány (1722–1787) – Sohn von Ludwig I. Ernst und Maria Theresia Gräfin Kinsky, (nur ♥)Eine der Herzurnen der Gruft stammt von Josef II. Kardinal Batthyány, dessen Leichnam im Martinsdom in Bratislava ruht

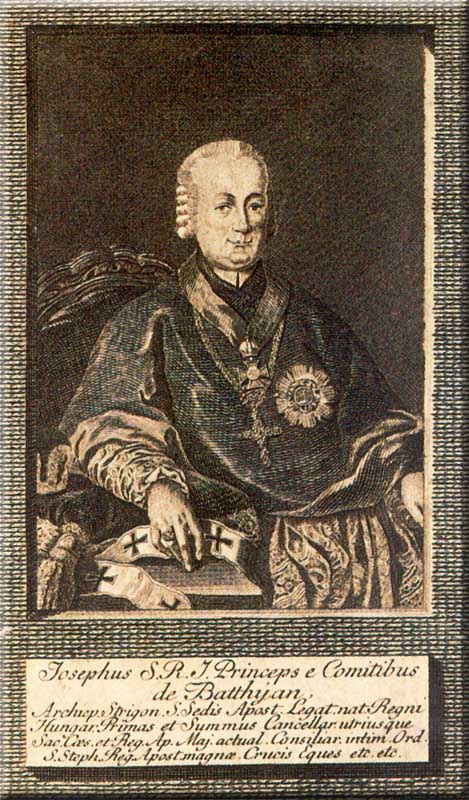
Eine der Herzurnen der Gruft stammt von Josef II. Kardinal Batthyány, dessen Leichnam im Martinsdom in Bratislava ruht

6. Josef II. Graf Batthyány (1727–1799) – Sohn von Ludwig. Ernst und Maria Theresia Gräfin Kinsky, (nur ♥)
7. Urne des Ehepaares Karl VI. Graf Batthyány (1918–1990) und Zdenka Georgina Batthyány, geb. Gräfin Majláth (1920–1988), U1
8. Urne von Christof IV. Graf Batthyány (1935–2005) – Sohn von Iván II. und Margit Baronin Thyssen Bornemissza, U2

Quelle:

## Andere Grablegen
Obwohl die Batthyány-Gruft die Hauptbegräbnisstätte der Familie ist, ruhen zahlreiche ihrer Mitglieder auch an anderen Orten. Bei diesen handelt es sich hauptsächlich um die Wohn–, Wirkungs– oder Sterbeorte der Bestatteten. Die ersten Mitglieder der nachkommenden Generationen des Stifterehepaares Adam I. und Aurora Katharina, die nicht in der Familiengruft bestattet wurden, waren die ersten Ehefrauen des ersten Fürsten Batthyány, Karl. I. Josef, Maria Barbara geb. Gräfin Waldstein (1692–1724) und Franziska geb. Gräfin Strattmann (1708–1760). Erstere ruht mit den früh verstorbenen Kindern in der Teynkirche in Prag, letztere mit ihren ebenfalls früh verstorbenen Kindern in der Wiener Schottenkirche, der Pfarrkirche des Wiener Wohnsitzes von Karl I. Josef und seiner Familie. Einige der in Graz lebenden Angehörigen des 18. Jahrhunderts wurden in der Stadtpfarrkirche zum Heiligen Blut begraben.
Familienmitglieder, die längere Zeit außerhalb des Habsburgerreiches verbrachten, wurden meist auch dort bestattet. Der zweite Fürst, Adam Wenzel (1722–1787), starb auf einer längeren Reise ins heutige Trentino und wurde bei der Chiesa di San Giovanni Baptista in Rovereto begraben. Sein Herz ruht in der Gruft in Güssing. Der fünfte Fürst, Gustav I., lebte ein halbes Jahrhundert in England, wo er 1883 auch starb und mit seiner Frau Willheline geb. Ahrenfeld (1791–1840) und seinem zweitältesten Sohn Gustav II. (1828–1906) in Portsmouth begraben liegt. Der Bruder von Fürst Gustav, Kasimir Batthyány, war während der Revolution 1848/1849 Außenminister und starb 1854 im Exil in Paris, wo er ursprünglich am Friedhof Montmartre bestattet worden ist. Seit 1987 ruht sein Leichnam auf der Burg Siklós in Ungarn.
An ihren früheren Wirkungsorten wurden vor allem die Geistlichen der Familie bestattet. Josef Batthyány, Kardinal, Fürstprimas von Ungarn und Erzbischof von Esztergom, wurde in der Bischofsgruft des Martinsdoms in Bratislava bestattet. Sein Herz ruht aber bis heute in der Batthyány-Gruft in Güssing. Der Dompropst von Raab, Paul II. (1702–1740) wurde ebenfalls in Pressburg begraben, der Bischof von Siebenbürgen, Ignaz (1742–1798), im damaligen Klausenburg. Einige weibliche Familienmitglieder, die als Nonnen tätig waren, wurden im Klarissenkloster in Mekinje in Krain oder im Ursulinenkloster in Graz bestattet.
Daneben gibt es auch einige weitere Familiengrablegen:
- Batthyány-Mausoleum in Budapest
- Batthyány-Mausoleum in Jormannsdorf
- Batthyány-Montenuevo-Mausoleum Bóly
- Grabstätten in Szabadbattyán/Polgárdi
- Grabstätten in Kustány/Zalacsány
- Sarolta-Kapelle in Fränkisch-Crumbach

## Begräbniszeremoniell

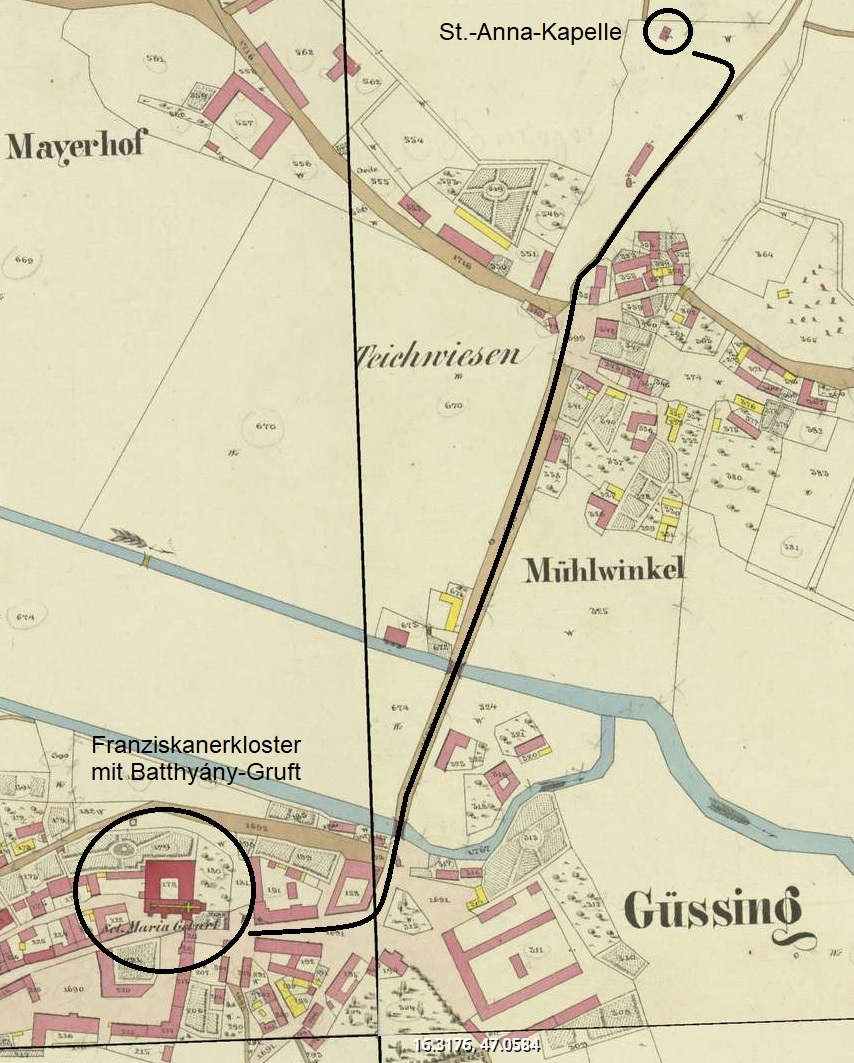
Die Verstorbenen wurden ab dem 18. Jhdt. in der St.-Anna-Kapelle aufgebahrt und erst später in die Klosterkirche mit der Gruft überführt

Obwohl es vom Zeremoniell beim Tod von Familienangehörigen der Batthyány nur wenige Beschreibungen gibt, sind dessen Grundzüge bekannt. Da die Familie über zahlreiche Besitztümer mit herrschaftlichen Ansitzen verfügte, wurden die Toten in der Residenz des Sterbeortes aufgebahrt. Belegt ist dies etwa für das Stifterehepaar Adam I. und Aurora Katharina, von deren Aufbahrung bis heute Ölgemälde erhalten sind. Danach wurden die Verstorbenen in einem von Militär und Musik begleiteten Trauerzug ins Kloster Güssing gebracht. Der Leichnam von Franz II. wurde etwa 1625 von Burg Schlaining nach Güssing gebracht, der seines Sohnes Balthasar 1623 von Burg Neuhaus, und der von Aurora Katharina 1653 von Schloss Rechnitz. Da dies oft Tage oder Wochen nach dem Ableben der Verstorbenen passierte, musste der Verwesungsprozess verlangsamt werden, was vor der Erfindung moderner Einbalsamierungstechniken durch die Entnahme innerer Organe – zum Beispiel des Herzen – erreicht wurde.
Ab dem 18. Jahrhundert wurden die Verstorbenen nicht direkt in die Klosterkirche Güssing gebracht, sondern in die 1732 erstmals erwähnte St.-Anna-Kapelle im sogenannten Mühlwinkel, etwa 1 km nördlich außerhalb der Stadtmauern gelegen. Der Sarg wurde dort unter Glockengeläut und dem Absingen von Psalmen von Geistlichen und Vertretern der Güssinger Zünfte – die bis zum Begräbnis die Totenwache hielten – entgegengenommen. Am Tag des Begräbnisses wurde der Sarg geöffnet um die Identität des Leichnams nochmals zu prüfen. Nach einer Einsegnung wurde der Sarg in einem Trauerzug in die Klosterkirche gebracht und in deren Zentrum auf einen Katafalk gestellt. Bei einzelnen Familienmitglieder war der Katafalk auch zusätzlich mit einem Trauergerüst versehen, etwa bei der Stifterin Aurora Katharina 1653 und bei Hofkanzler und Palatin Ludwig I. Ernst 1765. Beim anschließenden Seelenamt wurden Messen bei allen Altären der Basilika Mariä Heimsuchung abgehalten. Danach brachte man den Verstorbenen unter Absingen von Psalmen in die Gruft, wo der Leichnam ein letztes Mal eingesegnet wurde, und dem Guardian aus dem Kloster Güssing die Sargschlüssel übergeben wurden.
Bei Kindern verlief die Einsetzung schlichter und unter Ausschluss der Öffentlichkeit. Der Sarg mit dem Leichnam wurde abends in der verschlossenen Kirche vom Guardian oder Vikar empfangen und von den Franziskanermönchen unter Kerzenlicht und dem Absingen von Psalmen in die Gruft begleitet. Dort wurde beim Sarg ein letztes Gebet gesprochen. Während der Zeremonie wurden keine Glocken geläutet.
Da die baufällige St.-Anna-Kapelle in den 1930er-Jahren abgetragen wurde, werden die verstorbenen Mitglieder der Familie Batthyány seit dem 20. Jahrhundert in der Klosterkirche aufgebahrt. Nach einem feierlichen Requiem in der Kirche wird der Sarg in die Gruft gebracht.